# Königspfalz Helfta
Die Pfalz Helfta war eine im 10. Jahrhundert entstandene Königspfalz in Helfta, einem Stadtteil der Lutherstadt Eisleben in Sachsen-Anhalt. Während der Reformationszeit im 16. Jahrhundert wurden die Baulichkeiten abgetragen. Die lange verschollenen Überreste der Königspfalz entdeckten Forscher um 2009 mit geophysikalischen Methoden.

## Beschreibung
Die Pfalz lag westlich des heutigen Ortes in beherrschender Lage über dem Tal. Während sich der Befestigungskomplex auf der Anhöhe Kleine Klaus befand, lag eine ausgedehnte Siedlung auf der Anhöhe Große Klaus. Auf der Pfalz sind zwei Aufenthalte von Kaiser Otto I. und seinem Sohn Otto II. nachgewiesen. Zur Pfalz gehörte die vor 968 gegründete Radegundiskirche. Sie war eine dreischiffige und kreuzförmige Basilika von etwa 30 Meter Länge und rund 20 Meter Breite. Nordwestlich der Radegundiskirche lag in prominenter Position der Königspalast (Palatium), der bei Aufenthalten zu Wohn- und Repräsentationszwecken diente. Reste dieses in mehrere Räume unterteilten und ehemals zweistöckigen Bauwerks von 20 Metern Länge und 7 bis 12 Metern Breite wurden 2022 ausgegraben.

## Ausgrabung
Die Königspfalz stand im Mittelpunkt einer Forschungsgrabung des Landesamtes für Denkmalpflege und Archäologie Sachsen-Anhalt im Jahr 2021. Dabei wurde zunächst der Bereich der Radegundiskirche untersucht, in dem sich neben rund 70 Bestattungen aus dem 10. bis 15. Jahrhundert das Kindergrab von Helfta fand.
Die bisherigen Fundstücke waren bestattungstypische Beigaben und umfassten Gürtelschnallen aus Bronze, Münzen, Messer, eine etwa drei Zentimeter große Figur aus vergoldeter Bronze sowie Scheibenfibeln aus der Karolinger- und Ottonenzeit. Ein besonderes Fundstück war eine etwa 15 cm große Christusfigur aus dem 13. Jahrhundert, die in einer Werkstatt in Limoges gefertigt wurde. Sie war vermutlich Teil eines Prozessions- oder Altarkreuzes.
Anhand der Ausgrabungen kommt der Kirche eine Bedeutung als Begräbnisplatz für die Adelsgeschlechter und Würdenträger der Region zu.

## Vorburgen
Ende Oktober 2023 gab der Projektleiter Felix Biermann (Landesamt für Denkmalpflege und Archäologie Sachsen-Anhalt) zum Abschluss der jährlichen Grabungsperiode die Freilegung von Überresten zweier Vorburgen und einer Nachfolgeburg auf dem Gelände der ehemals befestigten Königspfalz bekannt. Dabei sei in den beiden Vorburgen auch eine dichte Besiedlung mit zahlreichen Grubenhäusern nachgewiesen worden.